# 克利特尼亞
50°50′20″N 29°26′12″E / 50.83889°N 29.43667°E
克利特尼亞（烏克蘭語：Клітня），是烏克蘭北部的村莊，隸屬日托米爾州的科羅斯滕區。該村面積0.44平方公里，海拔高度157米，2001年人口93，人口密度每平方公里212.81人。